# Odontocolon apterus
Odontocolon apterus är en stekelart som beskrevs av Dmitriy R. Kasparyan 1997. Odontocolon apterus ingår i släktet Odontocolon och familjen brokparasitsteklar. Inga underarter finns listade i Catalogue of Life.